# Tandberg
Pour les articles homonymes, voir Tandberg (homonymie).

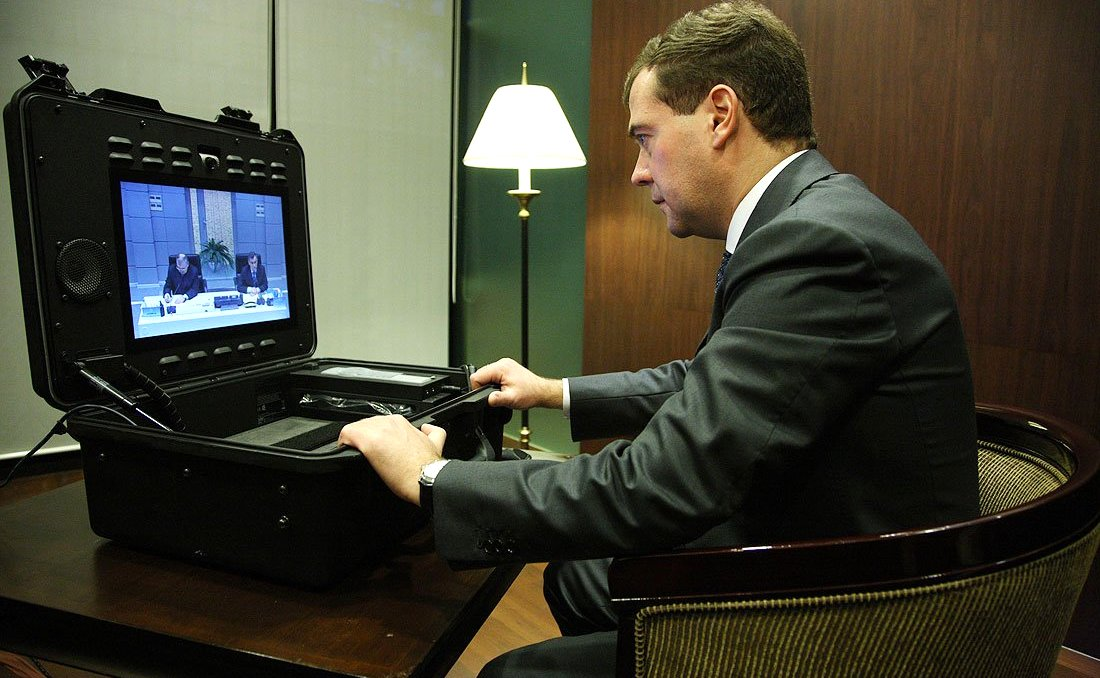
Dmitry Medvedev utilisant un TANDBERG Tactical MXP (APEC Singapore 2009)

Tandberg est un fabricant de systèmes de visioconférence, basé à Oslo (Norvège (développement, vente et distribution) et New York (États-Unis) (ventes et distribution). Le principal concurrent de Tandberg est Polycom - ses autres concurrents sont  Sony, Radvision, Lifesize Communications, VTEL et Aethra.
Cisco a racheté Tandberg le 19 avril 2010.
Situation en Europe (2025)
Depuis le 1er janvier 2025, Tandberg Data a fait l’objet d’une procédure d’insolvabilité et a déclaré faillite en Europe. Dans ce contexte, la société a choisi de recentrer ses activités exclusivement autour de sa technologie de stockage RDX (Removable Disk Exchange).
Un partenariat stratégique a été mis en place avec l’entreprise française Electronic Parts eParts, qui remplace désormais la filiale européenne de Tandberg Data. Cette société a obtenu l’exclusivité de la distribution des produits RDX de Tandberg sur le marché européen.
Electronic Parts eParts assure désormais la continuité de la commercialisation, de la distribution et du support technique de la technologie RDX à travers toute l’Europe, garantissant ainsi le maintien de cette solution sur le marché malgré la disparition de la structure européenne initiale de Tandberg Data.